# Stor-Emsen
Stor-Emsen är en sjö i Grums kommun och Kils kommun i Värmland och ingår i Göta älvs huvudavrinningsområde. Sjön är 17 meter djup, har en yta på 4,59 kvadratkilometer och befinner sig 73,1 meter över havet. Sjön avvattnas av vattendraget Borgvikeälven (Emsälven).

## Delavrinningsområde
Stor-Emsen ingår i det delavrinningsområde (660387-134370) som SMHI kallar för Utloppet av Stor-Emsen. Medelhöjden är 100 meter över havet och ytan är 34,03 kvadratkilometer. Räknas de 3 avrinningsområdena uppströms in blir den ackumulerade arean 71,34 kvadratkilometer. Borgvikeälven (Emsälven) som avvattnar avrinningsområdet har biflödesordning 3, vilket innebär att vattnet flödar genom totalt 3 vattendrag innan det når havet efter 315 kilometer. Avrinningsområdet består mestadels av skog (59 procent), öppen mark (10 procent) och jordbruk (11 procent). Avrinningsområdet har 4,6 kvadratkilometer vattenytor vilket ger det en sjöprocent på 13,5 procent.